# Hinton Battle
Pour les articles homonymes, voir Battle.
Hinton Battle, né le 29 novembre 1956 à Hoppstädten-Weiersbach (Rhénanie-Palatinat) en Allemagne et mort le 30 janvier 2024 à Los Angeles (Californie), est un acteur, danseur et chanteur américain.

## Biographie

### Carrière
Hinton Battle a été jusqu'à fin janvier 2024 le seul acteur de Broadway vivant à être titulaire de trois Tony Award du meilleur acteur de comédie musicale (Sophisticated Ladies, 1981, The Tap Dance Kid, 1984 et Miss Saigon, 1991), Hinton Battle est un acteur de légende. Il a interprété Scarecrow dans la version Broadway de The Wiz (il est remplacé par Michael Jackson dans la version filmée).
Il a par ailleurs été le professeur de danse de Jennifer Lopez. Enfin, il est le « démon de la danse » de Once more with feeling, l'épisode musical de la série Buffy contre les vampires. Il s'est illustré plus récemment dans le rôle du révolutionnaire guatémaltèque Carlos Castillo Armas.